# Oberneuhüttendorf
Oberneuhüttendorf ist ein Gemeindeteil der Stadt Ludwigsstadt im Landkreis Kronach (Oberfranken, Bayern).

## Geographie
Das Dorf liegt im tief eingeschnittenen Tal des Loquitz und bildet mit Unterneuhüttendorf im Nordwesten und Ludwigsstadt im Südosten eine geschlossene Siedlung. In der nächsten Umgebung befinden sich die Anhöhen Mösseberg (578 m ü. NHN, 0,7 km westlich), Pechberg (607 m ü. NHN, 0,9 km südwestlich) und Heide (601 m ü. NHN, 0,7 km nordöstlich). Die Bundesstraße 85 führt nach Ludwigsstadt (1,4 km südöstlich) bzw. über Unterneuhüttendorf nach Lauenstein (1,8 km nördlich).

## Geschichte
Oberneuhüttendorf gehörte zur Realgemeinde Ludwigsstadt. Gegen Ende des 18. Jahrhunderts gab es 10 Anwesen (Oberer Eisenhammer: ehemalige Saigerhütte mit 2 Wohnhäusern, Kohlenhaus, Bräuhaus; Unterer Eisenhammer: Hammerwerk, Wohnhaus, Kohlenhaus, Bräuhaus; 1 Tropfhaus, 6 Häuser). Das Hochgericht übte das bayreuthische Amt Lauenstein aus. Die Grundherrschaft über alle Anwesen hatte das Kastenamt Lauenstein inne.
Von 1797 bis 1808 unterstand der Ort dem Justiz- und Kammeramt Lauenstein. Mit dem Gemeindeedikt wurde Oberneuhüttendorf dem 1808 gebildeten Steuerdistrikt Lauenstein und der 1818 gebildeten Ruralgemeinde Ludwigsstadt zugewiesen.

### Baudenkmäler
- Lauensteiner Straße 59: Wohnhaus

- Lauensteiner Straße 95: zweigeschossiger Satteldachbau mit Halbwalmdach, erste Hälfte des 19. Jahrhunderts, massiv erneuertes Erdgeschoss, Obergeschoss verschiefert. Wetterfahne bezeichnet „HS 1715“.[6] Das Haus listete Tilmann Breuer in dem Buch Landkreis Kronach von 1964 mit seiner ursprünglichen Hausnummer als Kunstdenkmal auf. Es wird in der Denkmalschutzliste nicht geführt, da es entweder nicht aufgenommen, abgebrochen oder stark verändert wurde.

### Einwohnerentwicklung
| Jahr      | 001818 | 001861 | 001871 | 001885 | 001900 | 001925 | 001950 | 001961 | 001970 | 001987 |
| Einwohner | *      | 138    | 136    | 131    | 123    | 73     | 156    | 134    | 123    | 60     |
| Häuser    | *      |        |        | 23     | 25     | 13     | 24     | 25     |        | 20     |
| Quelle    | [ 5 ]  | [ 8 ]  | [ 9 ]  | [ 10 ] | [ 11 ] | [ 12 ] | [ 13 ] | [ 14 ] | [ 15 ] | [ 1 ]  |

## Religion
Der Ort ist evangelisch-lutherisch geprägt und nach St. Michael (Ludwigsstadt) gepfarrt.